# Lake St. Croix Beach
Lake St. Croix Beach is een plaats (city) in de Amerikaanse staat Minnesota, en valt bestuurlijk gezien onder Washington County.

## Demografie
Bij de volkstelling in 2000 werd het aantal inwoners vastgesteld op 1140.

## Geografie
Volgens het United States Census Bureau beslaat de plaats een oppervlakte van
2,6 km², waarvan 1,5 km² land en 1,1 km² water.

## Plaatsen in de nabije omgeving
De onderstaande figuur toont nabijgelegen plaatsen in een straal van 12 km rond Lake St. Croix Beach.